# Ben Roethlisberger
Pour les articles homonymes, voir Röthlisberger et Big Ben (homonymie).
(en) Statistiques sur pro-football-reference
Benjamin Todd « Big Ben » Roethlisberger, né le 2 mars 1982 à Lima (Ohio), est un joueur américain de football américain qui évoluait au poste de quarterback. Il a joué 18 saisons dans la National Football League pour les Steelers de Pittsburgh.
Après une carrière universitaire chez les Redhawks de l'université Miami (Ohio), il est sélectionné par les Steelers au premier tour de la draft 2004 de la NFL. Roethlisberger est nommé débutant offensif de l'année en 2004. Il devient le plus jeune quarterback vainqueur du Super Bowl en menant les Steelers à la victoire 21-10 face aux Seahawks de Seattle lors du Super Bowl XL à l'âge de 23 ans. Il participe à son premier Pro Bowl en 2007. Roethlisberger mène les Steelers à une deuxième victoire au Super Bowl en quatre ans en battant les Cardinals de l'Arizona 27-23 lors du Super Bowl XLIII, après avoir lancé le touchdown de la victoire vers Santonio Holmes à 35 secondes de la fin du match.
Connu pour sa faculté à jouer hors de sa poche de protection, Roethlisberger est souvent comparé à son idole de jeunesse, le quaterback des Broncos de Denver John Elway, en raison d'un style similaire et de remontées victorieuses lors du quatrième quart-temps. Il porte d'ailleurs le numéro 7 en hommage à John Elway.

## Carrière collégiale
Au lycée Findlay de Findlay, dans l'Ohio, Roethlisberger est capitaine des équipes de football, de basketball et de baseball. Il ne joue pas quarterback avant son année senior, laissant la place au fils de l'entraîneur, Ryan Hite. Au lieu de cela, Roethlisberger joue le wide receiver parce que, comme l'entraîneur Cliff Hite l'explique à Toledo Blade, "Mon fils qui lance à Ben est une meilleure combinaison". Hite commente au Toledo Blade la décision de faire jouer son fils au quarterback au lieu de Roethlisberger: "Je suis une tête de linotte (knucklehead) de renommée nationale".

## Carrière universitaire

### 1resaison (freshman)

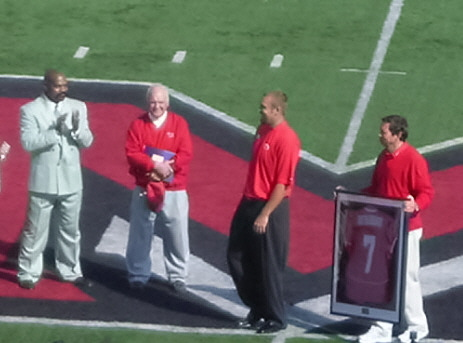
Ben Roethlisberger (3e à partir de la gauche -- portant un pantalon de survêtement) alors que son numéro est retiré au stade Yager avant la partie de Bowling Green le 30 10 2007. Également sur la photo : deux autres joueurs de football des Redhawks de Miami dont le numéro a été retiré : Bob Hitchens (au milieu) et John Pont (2e à partir de la gauche)

Roethlisberger joue comme quarterback à l'Université Miami à Oxford dans l'Ohio.Après son arrivée à Miami en 2000, il est redshirt pour sa première saison. Durant la saison 2001, il fait ses débuts collégiaux contre le Michigan, complétant 18 de ses 35 passes pour 193 yards et 2 touchdowns. Contre Akron, il bat le record des passes en un match en passant 399 yards, dont 70 venant d'un Hail Mary à Eddie Tillitz pour l'emporter à la fin du temps imparti. Quand Miami joue à Bowling Green, il a 2 touchdowns et 305 yards par la passe, ce qui lui permet de battre le record de yards à la passe de joueur de première année. En jouant contre Hawaii, il bat les records de l’école pour les tentatives, les finitions et la distance, quand il réussit 40 passes sur 53 pour 452 yards. Il termine sa première année avec les Redhawks avec 3 105 yards à la passe, 241 passes complètes et 25 touchdowns.

### 2esaison (sophomore)
Roethlisberger commence le match d'ouverture de la saison régulière 2002 le 31 août contre la Caroline du Nord, marquant 204 yards au sol et bottant son meilleur punt en carrière avec 59 yards. Contre l'Iowa, le 7 septembre, il totalise 343 yards et 3 touchdowns dans une défaite décevante à Miami. Il bat le record de la MAC en un seul match pour les yards à la passe dans une défaite contre Northern Illinois le 12 octobre 2002, alors qu'il amasse 525 yards et 4 touchdowns. Il remporte le titre de joueur de la semaine des MAC East Special Teams pour trois punts qui se retrouvent à l’intérieur des 20 yards face à Toledo. [15] Il établit le record d’une saison de Miami avec 3 238 yards et 271 passes réussies en 2002.

### 3esaison (junior)
En 2003, Roethlisberger mène les RedHawks de Miami à un bilan de 13-1, restant invaincus dans la Mid-American Conference (8-0), à la 10e de l'AP Poll (en) (Associated Press Poll) et à une victoire de 49-28 sur Louisville au GMAC Bowl de 2003. Il termine sa saison 2003 avec 343 passes complètes, 4 486 yards à la passe et 37 touchdowns, battant les records d’école sur une saison dans les trois catégories. Il est nommé joueur offensif de l'année de la MAC pour la saison 2003.
Son numéro 7 est retiré par les RedHawks lors de son retour au pays, le samedi 13 octobre 2007, lors du match de football des RedHawks contre Bowling Green. Roethlisberger n'est que le troisième athlète de l'histoire du football à Miami à avoir son numéro retiré, rejoignant John Pont et Bob Hitchens. C'est la première fois en 34 ans que Miami retire un numéro de maillot de football,.

### Statistiques universitaires
Les stats de Roethlisberger à l'université Miami de la Mid-American Conference y inclus le match du GMAC Bowl pour la saison 2003.
| Année | Pos.  | MJ | Compl | Tent. | Pct  | Yd    | Y/T | TD | Int | Év.   |
| ----- | ----- | -- | ----- | ----- | ---- | ----- | --- | -- | --- | ----- |
| 2001  | QB    | 12 | 241   | 381   | 63,3 | 3105  | 8,1 | 25 | 13  | 146,5 |
| 2002  | QB    | 12 | 271   | 428   | 63,3 | 3238  | 7,6 | 22 | 11  | 138,7 |
| 2003  | QB    | 14 | 342   | 495   | 69,1 | 4486  | 9,1 | 37 | 10  | 165,8 |
| Total | Total | 38 | 854   | 1308  | 65,5 | 10829 | 8,3 | 84 | 34  | 151,3 |

| Année | Pos.  | Tent. | Yds | Moy. | TD | Pts |
| ----- | ----- | ----- | --- | ---- | -- | --- |
| 2001  | QB    | 120   | 189 | 1,6  | 3  | 18  |
| 2002  | QB    | 82    | -54 | -0,7 | 1  | 6   |
| 2003  | QB    | 67    | 111 | 1,7  | 3  | 18  |
| Total | Total | 269   | 146 | 0,5  | 7  | 42  |

| Année | Pos.   | Punts | Yds | Moy. |
| ----- | ------ | ----- | --- | ---- |
| 2001  | Punter | 1     | 27  | 27   |
| 2002  | Punter | 11    | 482 | 43,8 |
| 2003  | Punter | 12    | 454 | 37,8 |
| Total | Total  | 34    | 963 | 40,1 |

### Records des Redhawks de Miami
L'Université Miami est à Oxford, dans l'Ohio, et toutes les statistiques proviennent du guide des médias de 2008.
- Matchs de plus de 200 yards à la passe en une saison – 14 (2003; record NCAA)
- Matchs consécutifs de plus de 200 yards à la passe en une saison – 14 (2003; record NCAA)
- Tentatives de passe en carrière – 1,304 (2001–03)
- Tentatives de passe en une saison – 495 (2003)
- Passes complètes en carrière – 854 (2001–03)
- Passes complètes en une saison – 342 (2003)
- Passes complètes en un match – 41
- Yards à la passe en carrière – 10,829 (2001–03)
- Yards à la passe en une saison – 4,486 (2003)
- Yards à la passe en un match – 525
- Passes de touchdown en carrière – 84 (2001–03)
- Passes de touchdown en une saison – 37 (2003)
- Passes de touchdown en un match – 5
- Yards offensifs en carrière – 11,075 (2001–03)
- Yards offensifs en une saison – 4,597 (2003)
- Yards offensifs en un match – 485
- Matchs avec plus de 300 yards à la passe – 14
- Matchs avec plus de 400 yards à la passe – 4
- Matchs avec 4 passes de TD ou plus – 7
- Pourcentage de passes complètes en carrière (Min. 300 tentatives) – 65.5% (2001–03)
- Pourcentage de passes complètes en une saison (Min. 100 tentatives) – 69.1% (2003)

## Carrière professionnelle
| Taille             | Poids           | Sprint 40 yd | 20 yd shuttle | 3 cone drill | DV | DH | Wonderlic |
| 6 ft 5 in (1,96 m) | 241 lb (109 kg) | 4,75 s       | -             | -            | -  | -  | 25        |
| ------------------ | --------------- | ------------ | ------------- | ------------ | -- | -- | --------- |

Le succès des Redhawks de Miami de 2003 laisse espérer que Roethlisberger sera drafté tôt. Pendant le GMAC Bowl, les commentateurs discutent de certaines de ses compétences qui se traduiront par un succès dans la NFL. Roethlisberger marque 25 points au Wonderlic. Roethlisberger est l'un des joueurs invités à assister à la draft avec d'autres dans la «Green Room» et est présenté dans l'émission Hey Rookie, Welcome to the NFL.
Il sera sélectionné au premier tour, onzième choix total, par les Steelers de Pittsburgh.
Roethlisberger est l’un des quatre quarterbacks engagés au premier tour de la draft 2004 de la NFL aux côtés de Philip Rivers, Eli Manning et J. P. Losman. En raison des échanges impliquant Manning et Rivers, Roethlisberger est le quarterback sélectionné le plus haut de cette année-là qui joue pour l'équipe qui le choisit. Avant que le commissaire Paul Tagliabue n'annonce la sélection de Roethlisberger, l'appel téléphonique de l'entraîneur-chef des Steelers, Bill Cowher, est diffusé en direct sur ESPN, confirmant ainsi la sélection de l'équipe avant l'annonce officielle.
Roethlisberger, Rivers et Manning ont tous été élus au Pro Bowl depuis qu'ils sont devenus titulaires. Roethlisberger et Manning ont chacun remporté deux Super Bowls. Le trio a été comparé favorablement à la classe de 1983, qui comprenait les quarterbacks du Pro Football Hall of Fame Dan Marino, John Elway et Jim Kelly.

### Saison 2004
Le 4 août 2004, Roethlisberger signe un contrat de six ans d'une valeur de 22,26 millions de dollars en salaires et primes, auquel s'ajoutent 17,73 millions de dollars supplémentaires disponibles via des incitations. Lors d'une conférence de presse, l'entraîneur des Steelers, Bill Cowher, l'a présenté comme un quarterback de franchise.
Il commence sa saison rookie en tant que troisième quarterback derrière les vétérans Tommy Maddox et Charlie Batch. Lorsque Batch est blessé en pré-saison, Roethlisberger reprend le rôle de numéro 2. Maddox commence et gagne le premier match de la saison contre les Raiders d'Oakland et commence contre les Ravens de Baltimore, mais après une sortie inefficace et une blessure au troisième quart-temps, Roethlisberger entame sa première action dans la NFL. Malgré un retour en douceur, les Steelers s'inclinent 30 à 13 face aux Ravens de Baltimore. À ses débuts en saison régulière contre les Ravens, Roethlisberger complète 12 passes sur 20 pour 176 yards, deux touchdowns et deux interceptions. Pendant le match, il lance son premier touchdown en carrière sur une passe de trois yards à Antwaan Randle El et lance également sa première interception en carrière au linebacker des Ravens Adalius Thomas. La blessure de Maddox modifie le plan initial des Steelers pour Roethlisberger, qui consiste à lui permettre de s'asseoir sur le banc ou de jouer avec parcimonie pendant la première ou les deux premières saisons pour apprendre le système de l'équipe. Au lieu de cela, il commence le troisième match de la saison contre les Dolphins de Miami, terminant par une victoire de 13-3 avec 12 passes sur 22, 163 yards à la passe, un touchdown et une interception. Au cours de la semaine 6, lors d'une victoire de 24 à 20 sur les Cowboys de Dallas, il obtient 21 passes sur 25 pour un total de 193 yards et deux touchdowns pour mériter son premier honneur de joueur offensif de la semaine de l'AFC,.
En tant que rookie, il a un bilan de 13-0 dans la saison régulière (14-1, incluant les playoffs) en tant que quarterback titulaire, aidant les Steelers à devenir la première équipe de l'AFC à avoir 15 victoires (2-1 sous Maddox -premier et dernier match- , 13-0 sous Roethlisberger) en une seule saison régulière, surpassant l'Steeler Mike Kruczek pour le record du meilleur départ par un rookie (6-0) et dépassant la marque du total des victoires en tant que rookie, établie par Chris Chandler et Joe Ferguson,,. Le 5 janvier 2005, Roethlisberger est unanimement choisi comme rookie offensif de l'année dans la NFL par Associated Press, le premier quarterback à être honoré de la sorte en 34 ans. En outre, il est nommé dans l'équipe NFL All-Rookie Team.
Le 31 octobre 2004, il a l'un de ses plus gros matchs. Il mène les Steelers à une victoire de 34 à 20 sur le champion en titre du Super Bowl XXXVIII et auparavant invaincu, les Patriots de la Nouvelle-Angleterre, mettant ainsi un terme à leur série de 21 victoires. Il complète 18 de ses 24 tentatives de passe pour 196 yards, deux touchdowns et aucune perte de balle. Lors du match suivant, les Steelers s'imposent 27 à 3 contre les Eagles de Philadelphie, aussi invaincus, et Roethlisberger a un bilan de 11 passes sur 18 pour 183 yards, avec deux touchdowns et une interception.
Lors de son premier match télévisé à la télévision pour le Sunday Night Football, il mène les Steelers à une victoire de 17 à 16 contre les Jaguars de Jacksonville. Il est presque parfait dans le match, complétant 14 des 17 passes pour 226 yards et deux touchdowns. Le field goal de 37 yards de Jeff Reed à la dernière minute donne aux Steelers et à Roethlisberger leur dixième victoire consécutive,.
Deux semaines plus tard, Roethlisberger affronte les Giants de New York et le choix global no. 1 de la draft 2004, Eli Manning. Roethlisberger enregistre son premier match de plus de 300 yards en carrière avec 18 passes sur 28 pour 316 yards et un touchdown. Il mène son cinquième drive victorieux de la saison, le terminant avec une course de touchdown de Jerome Bettis pour une victoire de 33 à 30. Eli Manning lance une interception pour sceller le match pour Pittsburgh.
En séries éliminatoires contre les Jets de New York, Roethlisberger lance deux interceptions. Une interception est retournée pour un touchdown, et l’autre est lancée avec 4:03 à jouer au quatrième quart-temps, ce qui a permettrait au kicker Doug Brien, des Jets, un field goal décisif pour remporter le match. Brien manque le coup de pied à la fin du temps imparti (son deuxième FG manqué au cours des deux dernières minutes du match), obligeant le match à être prolongé. En prolongation, Roethlisberger mène les Steelers sur le terrain et les place en position pour le but décisif, une tentative de 33 verges faite par Jeff Reed, envoyant les Steelers au championnat AFC pour la quatrième fois en 10 ans.
Le 23 janvier 2005, lors du match de championnat de l'AFC à Pittsburgh, Roethlisberger complète 14 tentatives de passe sur 24 pour 226 yards et deux touchdowns, mais il a également trois interceptions coûteuses, dont une est renvoyée par Rodney Harrison pour un touchdown. Les Steelers perdent le match face aux futurs champions du Super Bowl, les Patriots de la Nouvelle-Angleterre, par 41 à 27.

### Saison 2005: premier Super Bowl
En saison régulière 2005, les Steelers terminent 11–5. Après s'être assuré une place parmi les Wild Cards de l'AFC sur la route du Super Bowl, les Steelers ont réussi à battre Indianapolis et Denver lors des éliminatoires de l'AFC, en plus de l'emporter sur les têtes de série supérieures, Cincinnati et Seattle.
Au cours de la saison 2005, Roethlisberger manque quatre matches en raison de blessures au genou. Les Steelers ont un bilan de 9-3 avec Roethlisberger au poste de quarterback et 2–2 sans lui. Il mène la ligue pour la moyenne de yards par passe avec 8.90 et termine troisième du classement des passeurs derrière Peyton Manning et Carson Palmer avec une évaluation de 98.6.
La course au Super Bowl commence le 8 janvier 2006, alors que Roethlisberger aide les Steelers à remporter les séries contre les Bengals de Cincinnati, un rival de l’AFC North qui a battu les Steelers de sept points en saison régulière pour remporter la division. La revanche comporte deux équipes avec des bilans identiques, ayant partagé leur série de saison régulière puisque chaque équipe gagne à l'extérieur. Au début du match, lors du premier lancer de Carson Palmer, un tacle de Kimo von Oelhoffen a complètement déchiré son ligament croisé antérieur. Le quarterback remplaçant des Bengals, Jon Kitna, arrive et mène les Bengals à 10-0 et 17–7. Cependant, à partir de cette avance de 17–7 à mi-chemin du deuxième quart-temps, ce sera la dernière fois en séries éliminatoires de 2005 que les Steelers seront devancés par leurs adversaires de plus de trois points. Après que Kitna n'ait pas réussi à faire marquer, les Steelers en profitent pour marquer 24 points consécutifs et la victoire, 31-17 à Cincinnati.

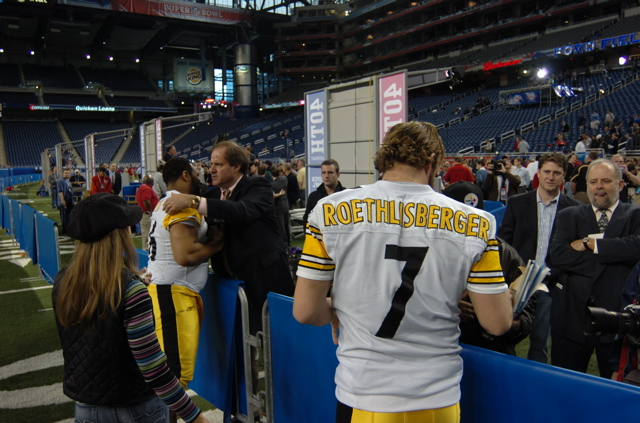
Roethlisberger signant des autographes au Super Bowl media day en 2005.

Roethlisberger mène les Steelers contre les Colts d'Indianapolis, la meilleure équipe de la NFL pendant toute la saison et un gros favori pour représenter l'AFC au Super Bowl XL. Roethlisberger lance pour 197 yards et enregistre un tacle pour sauver le match sur le defensive back des Colts Nick Harper, qui vient de récupérer un fumble de Jerome Bettis avec moins de deux minutes à jouer. Pittsburgh mène tôt mais doit survivre à un retour des Colts pour gagner 21-18, après une décision arbitrale, que la NFL a reconnu plus tard comme une erreur, qui a refusé une interception de Troy Polamalu qui aurait assuré le match aux Steelers. Le tacle de Roethlisberger sur Harper, surnommé par beaucoup comme «The Tackle II» ou «The Immaculate Redemption», est comparé par beaucoup à «The Immaculate Reception» en 1972, lorsque Franco Harris fait une réception miraculeuse et marque le touchdown décisif face aux Raiders d'Oakland. Cette victoire marque la première fois dans l'histoire des séries éliminatoires qu'une équipe classée sixième de sa conférence triomphe de la première.
Le 22 janvier 2006, les Steelers battent les Broncos 34–17 à Denver pour remporter le titre AFC et se qualifier pour le Super Bowl XL. Roethlisberger complète 21 de ses 29 passes pour 275 yards, lance deux passes de touchdown et en marque lui-même sur une course de quatre yards. C'est le dernier touchdown du match, scellant la victoire des Steelers.
Les Steelers de Pittsburgh remportent le Super Bowl XL 21 à 10 contre les Seahawks de Seattle à Détroit le 5 février 2006. Roethlisberger connaît l’un des pires matchs de sa carrière en réussissant seulement neuf passes sur 21 pour 123 yards et deux interceptions. Sa note de passeur de 22,6 est la plus basse de l’histoire du Super Bowl par un quarterback vainqueur. Bien qu'il ait converti huit troisièmes downs dans le jeu pour aider les Steelers à gagner, aucun d’entre eux n’est plus grand que sa passe de 37 yards au MVP du Super Bowl XL, Hines Ward, sur un troisième down et 28 qui permet de marquer le premier touchdown des Steelers (un quarterback sneak d'un yard par Roethlisberger au troisième down et goal). Avec cette victoire, Roethlisberger, à 23 ans, devient le plus jeune quarterback à remporter le Super Bowl, un record détenu auparavant par Tom Brady des Patriots de la Nouvelle-Angleterre.

### Saison 2006

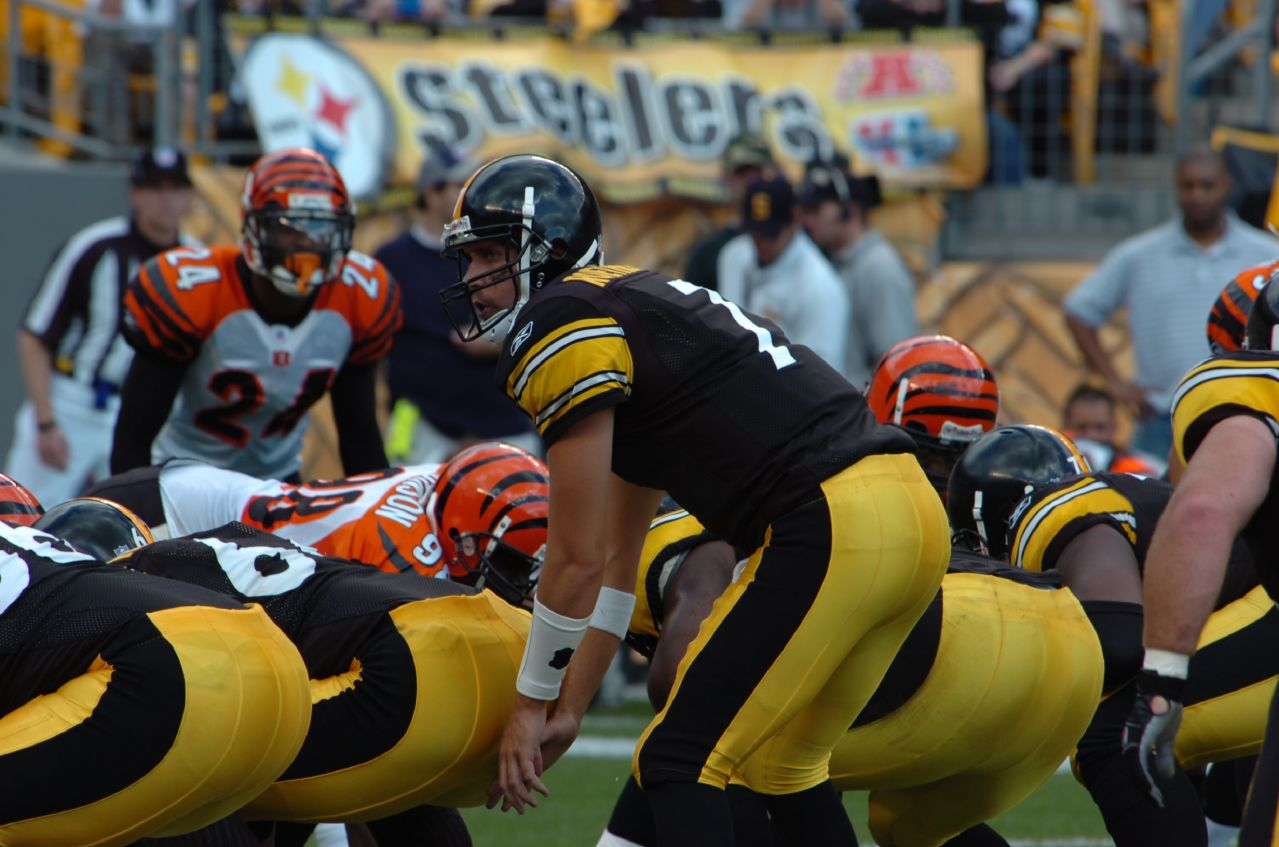
Roethlisberger attrape le snap contre le Bengals en 2006.

Après un accident de moto hors saison dans lequel il est gravement blessé, Roethlisberger rate le match d'ouverture de la saison 2006 après une appendicectomie d'urgence, le 3 septembre. Charlie Batch, son remplaçant, mène les Steelers à une victoire sur Miami. Roethlisberger joue le match suivant contre Jacksonville lors du Monday Night Football. Son retour donne une performance inférieure à la normale puisqu'il lance deux interceptions sans aucun touchdown dans une défaite de 9-0. En troisième semaine, Roethlisberger complète moins de la moitié de ses passes pour trois interceptions et aucun touchdown dans une défaite de 28-20 contre les Bengals. La dernière interception a lieu dans les dernières secondes du match, dans la zone des buts, mettant fin à la tentative de retour de Pittsburgh.
Au cours de la cinquième journée contre les Chargers de San Diego lors du Sunday Night Football, Roethlisberger a l'air vif tout au long de la première mi-temps, menant trois drives victorieux. Cependant, en seconde période, il lance deux interceptions, qui éloignent des Steelers et mènent à la victoire 23-13 des Chargers. Dans la sixième semaine contre les Chiefs de Kansas City, Roethlisberger a son premier grand match de la saison, complétant 16 des 19 passes pour 238 yards avec deux touchdowns et aucune interception lors de la défaite 45-7 des Chiefs. Au cours de la septième semaine à Atlanta, Roethlisberger poursuit son succès en inscrivant 16 des 22 tentatives pour 237 yards et trois touchdowns. Mais au troisième quart-temps, Roethlisberger est sorti du terrain après avoir subi une commotion cérébrale à la suite du choc controversé de Patrick Kerney. Roethlisberger est remplacé par Charlie Batch et les Steelers perdent 41 à 38 en prolongation.
Le 29 octobre, contre les Raiders d'Oakland, Roethlisberger lance quatre interceptions lors d'une défaite de 20 à 13. Cette défaite est sa cinquième de la saison - deux de plus que lors de ses deux premières saisons combinées - et lui donne un total de 11 interceptions, contre seulement six touchdowns pour la saison. En semaine neuf, lors du remake du match de championnat de l'AFC contre Denver en 2005, Roethlisberger réussit un total de 433 yards, mais il enregistre trois des six turnovers des Steelers lors d'une défaite de 31-20. Roethlisberger et les Steelers retrouvent la victoire lors d'un match à domicile une semaine plus tard contre les Saints de la Nouvelle-Orléans. Il passe pour 265 yards et trois touchdowns dans une victoire de 38 à 31.
Au cours de la semaine 11, Roethlisberger a trois interceptions en première période puis lance 224 yards et deux touchdowns au quatrième quart-temps, ce qui permet aux Steelers de marquer 21 points et de revenir pour battre les Browns de Cleveland 24-20. La semaine suivante, Roethlisberger et les Steelers perdent sur un score blanc, 27-0, contre les Ravens de Baltimore. Il termine 21 avec passes réussies sur 41 pour 214 yards et deux interceptions. Il est sacké à neuf reprises, dont une par le linebacker Bart Scott, des Ravens, qui l'envoie brièvement à l’écart. Il a également un fumble, que les Ravens retournent pour un touchdown en deuxième mi-temps. Roethlisberger rebondit lors du match suivant, inscrivant 198 yards et deux touchdowns dans une victoire de 20 à 3 sur Tampa Bay.
Pittsburgh maintient ses espoirs de participer aux playoffs lors de la 14e semaine avec une victoire de 27 à 7 contre les Browns. Roethlisberger complète 11 passes sur 21 pour 225 yards avec un touchdown et un autre à la passe. Au cours de la semaine 15, Roethlisberger lance pour 140 yards et un touchdown dans une défaite 37–3 des Panthers de la Caroline. La semaine suivante, Baltimore élimine Pittsburgh des séries éliminatoires. Lors de la défaite 31–7, Roethlisberger est intercepté deux fois et lance pour 150 yards.
Roethlisberger termine la saison sur une bonne note en battant les Bengals de Cincinnati 23-17 en prolongation dans le dernier match de Bill Cowher en tant qu'entraîneur des Steelers. Il a 19 passes complètes pour 28 tentatives avec 280 yards, un touchdown et une interception. En prolongation, Roethlisberger réussit une passe oblique au rookie Santonio Holmes, qui court 67 yards pour le touchdown décisif. Cette victoire élimine les Bengals de la course aux playoffs.

### Saison 2007

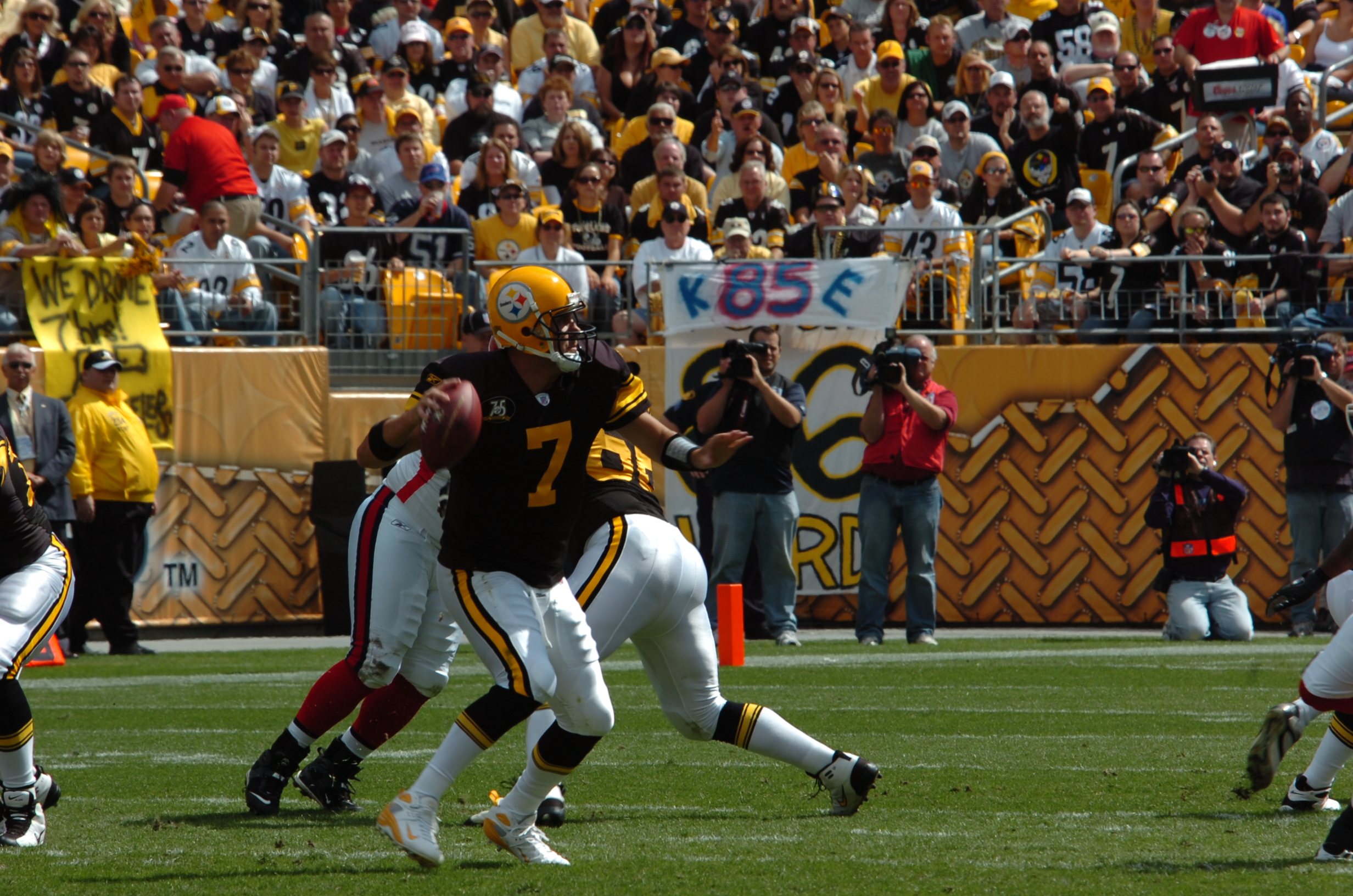
Ben Roethlisberger en maillot « rétro », lors de la victoire de l'histoire des Steelers, contre les Bills de Buffalo, le 16 09 2007.

Après sa mauvaise saison 2006, beaucoup de questions ont entouré Roethlisberger. Lors du match d'ouverture de la saison, il réalise son premier match à quatre touchdowns contre les Browns de Cleveland. Durant la semaine 9, il lance un record en carrière de cinq touchdowns face aux Ravens de Baltimore, tous en première mi-temps, et réalise son premier match parfait avec une évaluation de 158.3. Lors de la semaine 12, il a battu le record du pourcentage de passe complétées (85,7 % avec 18 passes sur 21, record battu en 2008 92,9 %) chez les Steelers face aux Dolphins de Miami, lors d'un match marqué par des conditions météos terribles et des pluies torrentielles. Lors de la semaine 15, il a lancé son 29e touchdown de la saison, battant ainsi le record détenu par le Hall of Famer Terry Bradshaw depuis 1979. Face aux Rams de Saint-Louis lors de la semaine 16, il a réalisé son deuxième match parfait, devenant le cinquième quarterback de l'histoire de la NFL à réaliser deux matchs parfaits et le seul dans la même saison.
Il est ainsi convié au Pro Bowl 2007 avec cinq de ses coéquipiers. Ses 32 touchdowns lancés le classent troisième dans la NFL, derrière Tony Romo et Tom Brady, et son évaluation de 104.1 le classe deuxième derrière Brady. Les Steelers finissent premier de leur division avec 10 victoires et 6 défaites, participent aux play-offs.
Lors du premier tour des play-offs face aux Jaguars de Jacksonville, Roethlisberger connaît des difficultés dans son jeu de passe, lançant 3 interceptions en première mi-temps. En deuxième mi-temps, il lance deux touchdowns mais ne peut empêcher la défaite des Steelers 31-29.
Ayant été sacqué 47 fois pendant la saison, les observateurs ont pensé que les performances de Roethlisberger auraient été meilleures s'il avait bénéficié d'une meilleure protection de par sa ligne offensive. Il a souvent montré de grandes capacités hors de sa poche de protection, tout en étant un des meilleurs quarterbacks coureurs. Cette saison fut un brillant retour pour lui, finissant troisième dans l'élection du Comeback de l'Année derrière Greg Ellis et Randy Moss. Lors de son premier Pro Bowl, il a joué trois séries au second quart-temps, lançant un touchdown de 42 yards.

### Saison 2008 & Super Bowl

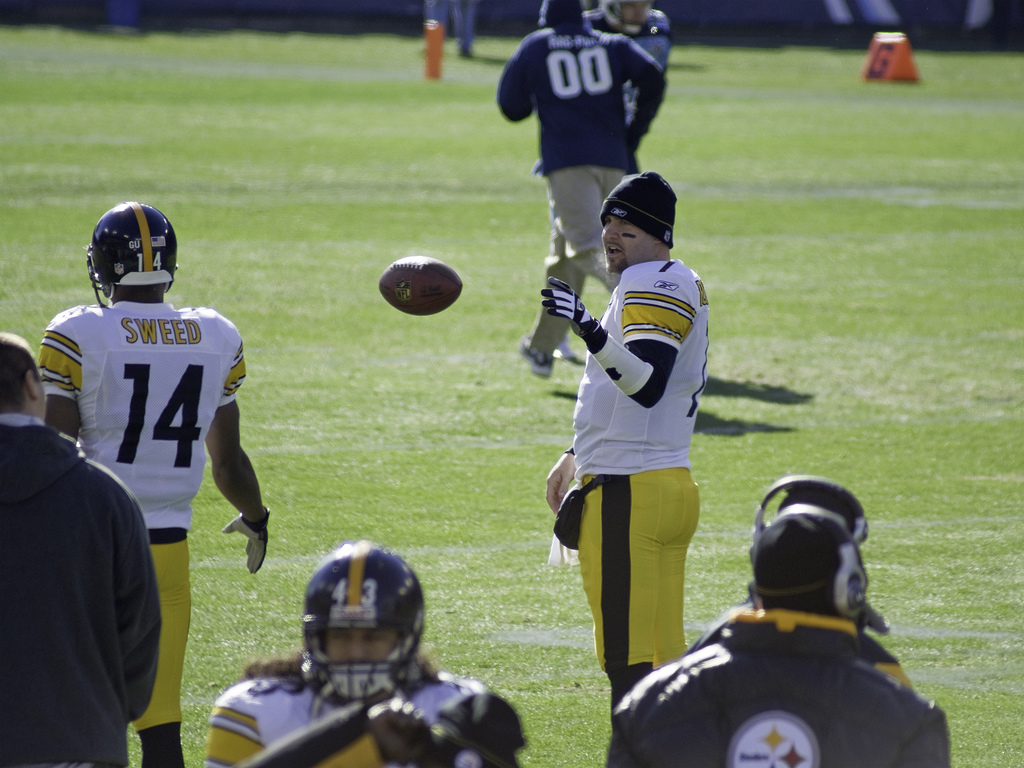
« Big Ben » à l'échauffement, avant un match en 2008.

Malgré un calendrier difficile, les Steelers terminent la saison 2008 avec 12 victoires et 4 défaites, ce qui leur permet d'être qualifiés pour les play-offs. Ayant lutté toute la saison contre des blessures (notamment à l'épaule), Roethlisberger termine la saison avec seulement 17 touchdowns et 15 interceptions, livrant quelques matchs catastrophiques contre les Eagles de Philadelphie (8 sacks, 2 fumbles, 1 interception, 1 safety), les Giants de New York champions en titre (5 sacks, 4 interceptions), les Redskins de Washington (5 sur 17 pour 50 yards).
Lors du match de division des play-offs face aux Chargers de San Diego, il mène les Steelers à la victoire 35-24. La semaine suivante, face aux Ravens de Baltimore, il lance pour 255 yards et 1 touchdown, permettant aux Steelers d'accéder au Super Bowl XLIII grâce à cette victoire 23-14.
Désireux de rattraper sa piètre performance du Super Bowl XL, Roethlisberger mène les Steelers à l'une des plus dramatiques victoires dans l'histoire du Super Bowl face aux Cardinals de l'Arizona. En première mi-temps, il permet aux Steelers de mener 17-7. Après que le score soit de 20-7, les Cardinals entament une remontée terrible grâce notamment au quarterback Kurt Warner et au receveur Larry Fitzgerald auteur de deux touchdowns. Menés 23-20 à 2:30 de la fin du match, Roethlisberger permet à son équipe de remonter le terrain sur 88 yards pour gagner le match sur une passe de 6 yards à destination du receveur Santonio Holmes à 35 secondes de la fin. Roethlisberger finit le match avec 21 passe complétées sur 30 pour 256 yards, 1 touchdown et 1 interception.
En 2008, il est jugé pour agression sexuelle à la Cour suprême du Nevada. Il est accusé de viol par une ancienne hôtesse de casino, Andrea McNulty. Les faits se seraient déroulés dans la chambre d'hôtel de Roethlisberger en juillet 2008 à Reno. Elle a réclamé 440 000 $ de dommages-intérêts. En décembre 2011, la poursuite a pris fin lorsque les parties sont convenues d'un règlement. Les détails du règlement n'ont pas été rendus publics .

### Saison 2009
Durant la troisième semaine, la série de 11 victoires consécutives en Ohio contre les Bengals de Cincinnati s'arrête à la suite d'une tentative ratée de Hail Mary de Roethlisberger à deux secondes de la fin du match. En semaine 6, le bilan de Big Ben contre les Browns de Cleveland monte à 10-0 mais lors du match retour, en semaine 14, la série s'arrête également. Roethlisberger est sacké 8 fois, et ne lance aucune passe de touchdown. C'est la première fois de sa carrière qu'il perd quatre matchs d'affilée comme titulaire.
Roethlisberger termine la saison avec 4 328 yards et 26 passes de touchdown. Il a un bilan de 9-6 en tant que titulaire et sa cote de passeur est de 100,5, c'est la deuxième fois de sa carrière qu’il a une saison avec une cote de plus de 100. Il est capturé 50 fois en 2009. Malgré la série de trois victoires consécutives à la fin de la saison, les Steelers ne se qualifient pas pour les playoffs après que les bris d'égalité les aient éliminés. Roethlisberger est élu MVP des Steelers pour la première fois de sa carrière. Il est sélectionné comme premier remplaçant du Pro Bowl, mais refuse l'invitation à reposer l'épaule droite qu'il s'est blessée lors du match de Miami.

### Saison 2010:3eapparition au Super Bowl
Le commissaire de la NFL, Roger Goodell, annonce en avril que le quarterback des Steelers, Ben Roethlisberger, serait suspendu jusqu'à six matchs pour avoir enfreint la politique de la NFL en matière de comportement personnel. Le commissaire ordonne également à Roethlisberger de se soumettre à une analyse comportementale. Le 3 septembre, Goodell réduit la suspension à quatre matchs en fonction des résultats de l'analyse et du comportement de Roethlisberger pendant la période intérimaire. Roethlisberger a été accusé d'agression sexuelle dans deux incidents distincts en 2009 et 2010, bien qu'aucune accusation pénale n'ait été retenue contre lui dans les deux cas.
Il revient lors de la cinquième semaine, qui est la semaine de repos des Steelers, et joue son premier match de la saison lors de la semaine 6, contre les Browns de Cleveland. En son absence, Charlie Batch et Dennis Dixon le remplacent et Pittsburgh a un bilan de 3-1. Pour son premier match de la saison, il complète 16 des 27 passes pour 258 yards, 3 touchdowns et 1 interception.
Jusqu'à la semaine 10, il alterne le bon et le mauvais avec deux victoires et deux défaites conduisant les Steelers à un bilan de 6-3. Au cours de la semaine 7 contre les Dolphins de Miami, Pittsburgh perd 22–20, alors qu'il reste 2:37 à jouer, et Roethlisberger est au centre de la controverse lorsqu'il court et plonge dans la zone d'en-but. Le jeu est considéré comme un touchdown sur le terrain, mais les ralentis montrent que Roethlisberger a lâché la balle un peu avant d'entrer dans la zone finale. Cependant, l’examen n’a pas fourni de preuve concluante quant à la personne qui récupère le ballon après le fumble. Selon la règle générale, la possession est confiée à Pittsburgh, ce qui leur donne le field goal de la victoire.
Lors de la huitième semaine contre les Saints de la Nouvelle-Orléans, Roethlisberger, qui dispute son 90e match en saison régulière, franchit la barre des 20 000 yards mais ne réussit pas une passe de touchdown et les Steelers perdent lors de la nuit d'Halloween au Superdome,,. La semaine suivante le bilan de Big Ben contre les Bengals de Cincinnati monte à 8-2 à la suite de la victoire sur le score de 27-21. La défaite est de nouveau au rendez-vous de la semaine 10 contre les Patriots de la Nouvelle-Angleterre, 26-39.
La fin de saison sera meilleure puisque Roethlisberger ne perdra plus qu'un match, lors de la quinzième semaine contre les Jets de New York sur le score de 17-22. Ils balaient les Raiders d'Oakland 35-3 lors de la 11e semaine, les Panthers de la Caroline 27-3 en semaine 16 et terminent la saison régulière par une victoire 41-9 sur les Browns.
Le bilan de 12-4 permet aux Steelers d'accéder aux playoffs où ils rencontrent les Ravens de Baltimore. Roethlisberger complète 19 passes sur 32 pour 226 yards et deux touchdowns. Bien qu'il soit capturé six fois, Pittsburgh remporte le match 31-24. Lors de la finale de conférence contre les Jets, une victoire 24–19, Roethlisberger se précipite pour un touchdown en première période alors que les Steelers construisent une avance de 24–0 avant que les Jets ne marquent 19 points sans réponse. À deux minutes de la fin du match, Roethlisberger fait face à un 3e down et 6. Il se précipite à droite et complète une passe de 14 yards pour Antonio Brown afin de sceller la victoire de Pittsburgh, les envoyant à leur troisième participation au Super Bowl en six saisons. Roethlisberger complète 10 de ses 19 passes pour un total de 133 yards et deux interceptions dans le match.
Le Super Bowl XLV se joue contre les Packers de Green Bay. Pour son troisième Super Bowl, Roethlisberger est touché alors qu'il tente une passe à Mike Wallace au premier quart et est intercepté pour un touchdown par Nick Collins. Le Steelers perdent, 21–3, au deuxième quart-temps, avant que Roethlisberger complète une passe de touchdown à Hines Ward, pour aller à la mi-temps sur un score de 21-10. Les Steelers reviennent à 21-17 ans au troisième quart-temps, mais sont incapables de marquer lors de leurs trois prochains drives. Après avoir été à la traîne, 28-17, au quatrième quart-temps, Roethlisberger lance une passe de touchdown de 25 yards à Mike Wallace, puis adresse le ballon à Antwaan Randle El sur une passe latérale pour permettre la conversion de deux points portant le score à 28-25. Récupérant la balle sur sa propre ligne de 13 yards, alors qu'il reste 1:59 à jouer et qu'il perd 31-25, Roethlisberger est incapable de prendre la tête du match après qu'une passe soit incomplète pour Wallace sur un 4e down et 5 sur sa propre ligne de 33 yards assurant la première défaite de sa carrière au Super Bowl. Roethlisberger termine la partie 25/40 pour 263 yards, 2 touchdowns et 2 interceptions. «J'ai l'impression de laisser tomber la ville de Pittsburgh, les fans, mes entraîneurs et mes coéquipiers», a déclaré Roethlisberger. «Et ce n'est pas un sentiment agréable.».
Il est classé 41e par ses pairs dans le Top 100 des joueurs de la NFL en 2011.

### Saison 2011
Au cours de la semaine 1 contre les Ravens de Baltimore, Roethlisberger établit son pire score en carrière en termes de turnovers (5) et de la plus grande marge de défaite (28) lors de sa première défaite contre les Ravens depuis 2006. Au cours de la semaine 2 contre les Seahawks de Seattle, il devient le quatrième quarterback à atteindre 70 victoires lors de ses 100 premiers départs. Il reçoit un coup au genou droit au deuxième quart-temps, mais revient après avoir manqué deux drives pour terminer le match.
Dans une victoire de 23 à 20 lors de la troisième semaine contre les Colts d'Indianapolis, Roethlisberger réussit 171 yards au premier quart-temps, perd le ballon trois fois au deuxième, puis mène les Steelers au 20e retour de sa carrière au quatrième quart-temps, et dépasse Terry Bradshaw pour le plus grand nombre dans l’histoire des Steelers,. Au cours de la semaine 5 contre les Titans du Tennessee, Roethlisberger lance cinq passes de touchdown pour la deuxième fois de sa carrière,. Il remporte les honneurs du joueur offensif de la semaine de la AFC pour la septième fois de sa carrière. Au cours de la semaine 7 contre les Cardinals de l'Arizona, Roethlisberger établit le record de franchise de la plus longue passe de touchdown avec 95 yards à Mike Wallace. Il termine avec 361 yards et 3 touchdowns dans sa première victoire en saison régulière sur les Cardinals. Roethlisberger bat les Patriots menés par Tom Brady pour la première fois en sept ans dans la huitième semaine, réalisant 36 passes sur 50 pour 365 yards et 2 touchdowns. Il est nommé joueur offensif de la semaine de la AFC pour la huitième fois de sa carrière. Au cours de la 12e semaine contre les Chiefs de Kansas City, sa série de 18 matchs consécutifs avec plus de 200 yards par la passe se termine, alors qu'il finit avec 193. Au cours de la semaine 13 contre les Bengals de Cincinnati, Roethlisberger devance Terry Bradshaw dans les registres des Steelers, d'abord pour le nombre de sacks, puis pour le nombre de passes réussies dans l'histoire de l'équipe.
Dans le deuxième quart-temps du match de la semaine 14 contre les Browns, Roethlisberger se blesse à la jambe et quitte le match. Il revient pour la deuxième mi-temps et joue le reste du match, malgré une entorse à la cheville. Il envoie une passe de touchdown de 79 yards à Antonio Brown à la fin du quatrième quart-temps permettant aux Steelers de gagner 14 à 3. Roethlisberger termine avec 280 yards à son actif pour seulement 21 tentatives donnant un sommet en carrière de 13,33 YPA (yards per attempt, 15 tentatives minimum). Lors de la 15e semaine contre les 49ers de San Francisco, Roethlisberger commence le match en souffrant toujours de l'entorse à la cheville. Pendant le match, il est clair que Roethlisberger montre encore des signes de blessure en raison de sa boiterie entre les jeux. Il termine le jeu sans aucun touchdown, mais compte 330 yards et trois interceptions.
En raison de la blessure à la jambe subie par Roethlisberger à la 14e semaine, l'équipe décide de le laisser sur le banc et de commencer avec Charlie Batch lors du match de la 16e semaine contre les Rams de Saint-Louis, ce qui laissera à Roethlisberger plus de temps pour se rétablir.
Lors de la 17e semaine contre les Browns de Cleveland, trois semaines seulement après la blessure de Roethlisberger à Pittsburgh, il remonte de nouveau sur le terrain pour affronter les mêmes adversaires dans leur stade. Les Steelers choisissent de titulariser Roethlisberger plutôt que Batch, car Baltimore risque de perdre son dernier match et une victoire des Steelers leur permettrait de reprendre le titre de la division. Malgré sa blessure, Mike Tomlin et le staff technique pensent que Roethlisberger leur donne leur meilleure chance de victoire. Big Ben complète 23 de ses 40 passes pour 221 yards sans aucun touchdown ni interception. Baltimore a ensuite remporté son dernier match et le titre de division, laissant aux Steelers la tête de série numéro 5 pour affronter Denver lors de la Wild Card des séries éliminatoires.
Lors du match des wild cards AFC contre les Broncos de Denver Roethlisberger et l'attaque des Steelers ont affronté une solide défensive, perdant 20-6 à la mi-temps mais égalisant à 23-23 peu avant la fin du temps réglementaire. Malgré les efforts héroïques de Roethlisberger et compagnie, la saison magique de Tim Tebow se poursuivit avec sa meilleure performance d'un match, terminant avec une passe de 80 yards à Demaryius Thomas pour mettre fin aux prolongations après un drive. Roethlisberger complète 22 de ses 40 passes pour un total de 289 yards, avec un touchdown et une interception. Il est nommé au Pro Bowl pour la saison 2011. Il a été classé au 30e rang par ses pairs dans le Top 100 des joueurs de la NFL en 2012.

### Saison 2012
Roethlisberger récolte 3265 yards et 26 touchdowns en treize matchs en 2012, alors que les Steelers terminent la saison avec un bilan de 8 à 8. L'un de ses meilleurs matchs individuels de la saison 2012 est aux Raiders d'Oakland lors de la 3e semaine. Il totalise 384 yards par la passe et quatre touchdowns dans la défaite 34–31. Il a raté trois matchs en raison d'une blessure à l'épaule lors d'un match contre les Chiefs de Kansas City. Il est remplacé par Byron Leftwich (0-1) et Charlie Batch (1-1). C'est la première saison des Steelers sans playoffs depuis 2009 et leur première avec une fiche non gagnante depuis 2006. Roethlisberger terminé au 61e rang parmi ses coéquipiers au Top 100 des meilleurs joueurs de la NFL en 2013.

### Saison 2013
Roethlisberger récolté 4 261 yards et 28 touchdowns en seize matchs en 2013, alors que les Steelers terminent la saison avec une fiche de 8 à 8,. Au cours de la semaine 11, lors d'une victoire 37 à 27 sur les Lions de Detroit, il totalisait 367 yards à la passe et quatre touchdowns pour mériter le titre de joueur de la semaine en offensive de l'AFC,. Pittsburgh rate les playoffs lorsque les Chargers de San Diego battent les Chiefs de Kansas City 27 à 24 en prolongation lors de la 17e semaine. Les Steelers ratent les playoffs deux fois de suite pour la première fois depuis 1999 et la première fois sous Mike Tomlin. Roethlisberger est classé 31e par ses coéquipiers dans le Top 100 des joueurs de la NFL en 2014.

### Saison 2014
Le 26 octobre 2014, contre les Colts d'Indianapolis, Roethlisberger complète 40 de ses 49 passes pour un total de 522 yards et 6 touchdowns. Les Steelers battent les Colts 51 à 34. Avec cette victoire, Roethlisberger devient le quatrième quarterback de l’histoire de la NFL à obtenir 100 victoires pour ses 150 premiers matchs. Il est également devenu le premier quarterback de la NFL à passer pour plus de 500 yards à deux reprises en une carrière. Il gagne le titre de joueur offensif de la semaine de l'AFC pour son effort contre les Colts. Lors du match suivant, une victoire 43 à 23 contre les Ravens de Baltimore, il totalise 340 yards et six touchdowns pour mériter le titre de joueur offensif de la semaine de l'AFC pour la deuxième semaine consécutive,.
Dans le match des Steelers de la semaine 15 contre les Falcons d'Atlanta, Roethlisberger complète 27 de ses 35 passes pour 360 yards dans une victoire de 27 à 20. Cette victoire permet à Roethlisberger d'être le sixième quarterback de l'histoire de la NFL à battre au moins 31 équipes différentes, rejoignant Tom Brady, Drew Brees, Kerry Collins, Brett Favre et Peyton Manning; comme Brady, Roethlisberger n'a joué qu'avec une seule équipe et n'a donc pas joué contre les Steelers. Les Steelers perdent 41-38 dans le seul autre match de Roethlisberger contre Atlanta en 2006, et il est suspendu pour la victoire des Steelers 15 à 9 en prolongation contre les Falcons en 2010.
En 2014, Roethlisberger atteint un sommet en carrière avec 4 952 yards, un pourcentage passes complétées de 67,1, de 408 passes complètes et de tentatives avec 608. Roethlisberger a également égalé son record de passes de touchdown avec 32, avec un score de 103,3, le rating de passeur, deuxième plus haut de sa carrière. Ses 4 952 yards il est à égalité cette saison avec Drew Brees, mais Roethlisberger atteint le but avec moins de passes,.
Les Steelers ont un bilan de 11-5 et finissent premier de l'AFC Nord. Ils perdent ensuite lors du match de Wild Card contre les Ravens de Baltimore par un score de 30-17. Roethlisberger est nommé pour la troisième fois au Pro Bowl pour la saison 2014. Il est classé 26e par ses pairs dans le Top 100 des joueurs de la NFL en 2015.

### Saison 2015
Le 13 mars, Roethlisberger signe une prolongation de contrat de cinq ans avec les Steelers. Roethlisberger marque 26 passes sur 38 pour 351 yards, une passe de touchdown et une interception lors d'une défaite de 28-21 contre les Patriots pour lancer la saison 2015 de la NFL. Cependant, Roethlisberger et les Steelers rebondissent pour remporter leurs deux prochains matches contre les 49ers de San Francisco et les Rams de Saint-Louis,. Dans la victoire de 43 à 18 sur les 49ers, il amasse 369 yards et trois touchdowns pour mériter le titre de joueur de la semaine en offensive de l'AFC. Lors du match du 27 septembre contre les Rams de Saint-Louis, Roethlisberger subit une entorse du ligament latéral interne du genou et une ecchymose à l'os. Il rate les quatre matchs suivants des Steelers, au cours desquels Michael Vick et Landry Jones combinent pour donner un bilan de 2-2.
Roethlisberger se blesse une autre fois contre les Raiders d'Oakland le 8 novembre 2015, en raison d'une entorse au milieu du pied gauche. En raison de cette blessure, il ne commence pas la semaine suivante contre les Browns de Cleveland, bien qu’il soit classé comme actif pour le match. Cependant, au début du premier quart-temps, Landry Jones se foule la cheville gauche, ce qui permet à Roethlisberger d'entrer comme remplaçant pour la deuxième fois seulement de sa carrière. Roethlisberger lance pour 379 yards et 3 touchdowns en route vers une victoire des Steelers et une récompense du joueur offensif de la semaine de l'AFC; ses 379 yards par la passe sont le plus d'un quarterback entré en cours de jeu depuis que Don Strock a marqué 403 yards lors du «Epic in Miami (en)»,. Le 29 novembre, Roethlisberger lance pour 456 yards contre les Seahawks de Seattle, mais également deux interceptions, et les Seahawks remportent une victoire de 39-30.
Les Steelers ont un bilan de 10-6 pour se qualifier pour les playoffs, terminant au deuxième rang de l'AFC Nord, derrière les Bengals de Cincinnati. Ils battent ensuite les Bengals par un score de 18-16 au tour de la Wild Card, mais sont vaincus par le futur champion du Super Bowl 50, les Broncos de Denver, par un score de 23-16. Roethlisberger est nommé pour son quatrième Pro Bowl en carrière et est classé 21e par ses pairs dans le Top 100 des meilleurs joueurs de la NFL en 2016,.

### Saison 2016

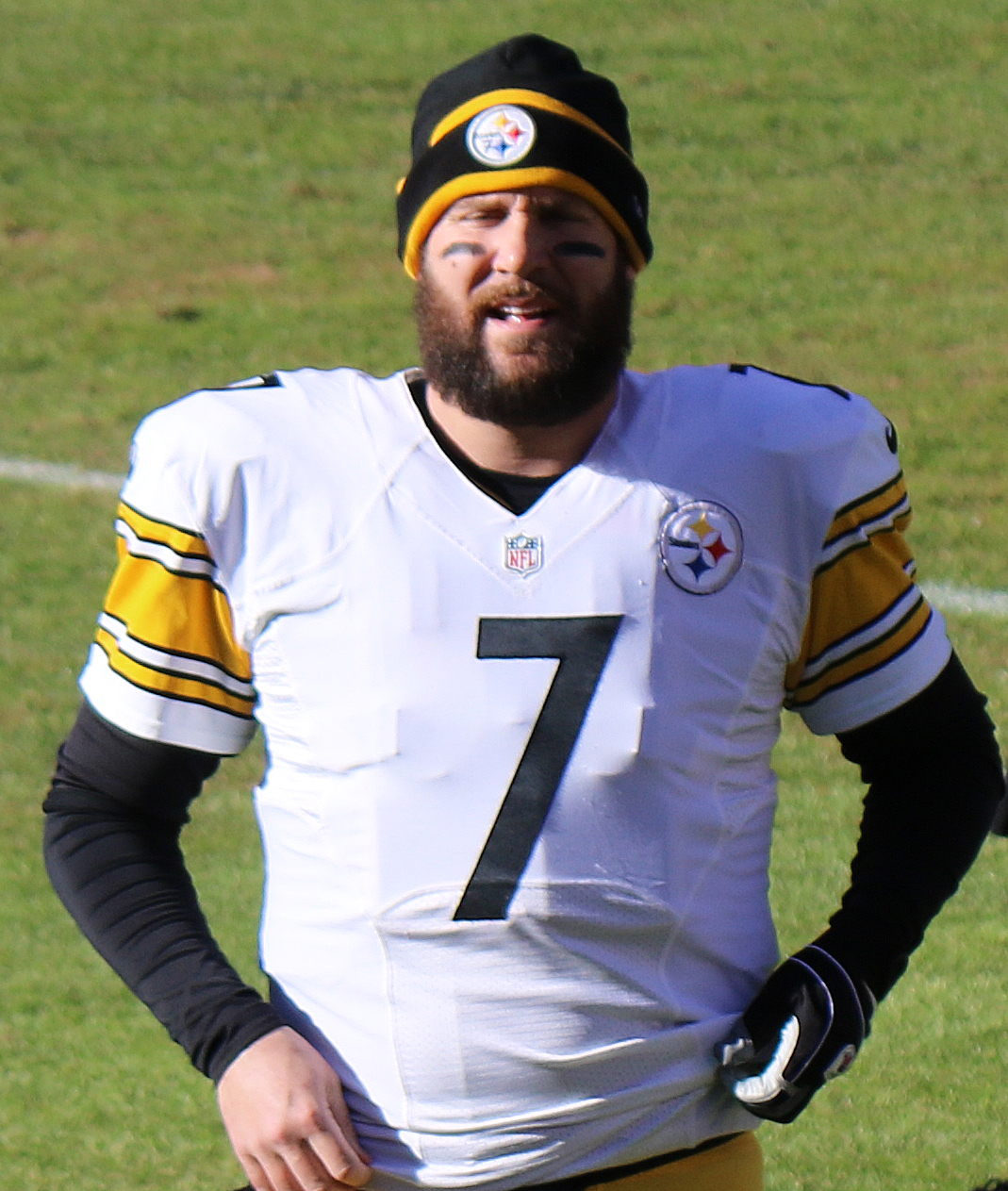
Ben Roethlisberger en 2016.

Roethlisberger réussit deux matchs consécutifs de 300 yards contre les Chiefs de Kansas City et les Jets de New York au cours des semaines 4 à 5, et réalise 9 touchdowns au cours de cette période,. Pour ses efforts contre les Chiefs, il est nommé joueur offensif de la semaine de l'AFC. Cependant, la semaine suivante, contre les Dolphins de Miami, Roethlisberger quitte le match après s'être blessé au genou. Il est opéré le 17 octobre et manque la semaine suivante contre les Patriots de la Nouvelle-Angleterre. Les Steelers participent aux playoffs, remportant l'AFC North avec un bilan de 11-5. Ils battent les Dolphins 30-12 au tour des Wild Cards, et les Chiefs 18-16 au tour de la division. Cependant, les Steelers perdent face aux Patriots dans le championnat AFC, 36-17.
Roethlisberger est nommé pour son troisième Pro Bowl consécutif et cinquième en carrière le 20 décembre 2016 et s'est classé 22e dans le Top 100 des joueurs de la NFL en 2017, juste une place en dessous de son classement de l'année précédente.

### Saison 2017
Le 8 octobre 2017, contre les Jaguars de Jacksonville, Roethlisberger lance cinq interceptions, un sommet en carrière, alors que les Steelers perdent sur un score de 30 à 9. Le 16 novembre, contre les Titans du Tennessee, il complète 30 de ses 45 passes pour un total de 299 yards et quatre touchdowns. Les Steelers gagnent 40 à 17. Dans ce match, Roethlisberger enregistre sa 4 000e passe complète en carrière sur une passe de 3 yards au tight end Jesse James. Le 4 décembre, Roethlisberger devient le 8e quarterback à atteindre 50 000 yards par la passe dans un match contre les Bengals de Cincinnati. Au cours du Sunday Night Football contre les Ravens de Baltimore lors de la 14e semaine, il complète 44 de 66 passes pour 506 yards et 2 touchdowns dans une victoire de 39-38, devenant ainsi le premier joueur de l'histoire de la NFL avec trois matchs en carrière de 500 yards. Avec cette victoire, les Steelers décrochent une place en playoffs pour l'AFC North. Il établit également des sommets en carrière dans un seul match pour le nombre de passes complètes et de tentatives. Ses 44 passes réussies établissent un record de la NFL pour le plus grand nombre de passes dans un match sans prolongation et sont le deuxième plus important de l'histoire de la NFL derrière les 45 de Drew Bledsoe en 1994. Sa performance dans la semaine 14 lui a valu le titre de Joueur Offensif de la Semaine de l'AFC.
Au cours de la semaine 15 contre les Patriots, Roethlisberger termine avec 281 yards à la passe, 2 touchdowns et une interception. Dans les dernières secondes du quatrième quart-temps, deux moments controversés se sont produits. Roethlisberger envoie un touchdown potentiellement gagnant à Jesse James, mais il est annulé après que James ait apparemment perdu le contrôle lorsque le ballon touche le sol. Deux jeux plus tard, Roethlisberger fait un Fake spike et passe, mais elle est interceptée par Duron Harmon, entraînant la défaite des Steelers par 24-27, permettant ainsi aux Patriots de s'emparer de l'AFC East.
Le 19 décembre 2017, Roethlisberger est nommé pour son quatrième Pro Bowl consécutif et le sixième de sa carrière, avec son receveur étoile Antonio Brown et trois de ses joueurs de ligne offensive.
Les Steelers terminent la saison 2017 avec un bilan de 13–3, remportant la division AFC North. Lors du tour divisionnaire AFC, les Steelers affrontent les Jaguars. Bien que les Jaguars aient obtenu la défense de passe numéro 1 en 2017, Roethlisberger termine avec 469 yards, 5 touchdowns et une interception, mais les Steelers perdent 42–45. Roethlisberger est classé 18e par ses pairs dans le Top 100 des joueurs de la NFL en 2018.

### Saison 2018
Au cours de la semaine 2, Roethlisberger perd 42 à 37 contre les Chiefs de Kansas City et amasse 452 yards, trois touchdowns par la passe et un autre à la course. Il devient le troisième joueur depuis 1950 avec au moins 450 yards par la passe, trois touchdowns par la passe et un touchdown au sol dans le même match. Au cours de la troisième semaine, Roethlisberger complète 79% de ses passes pour 353 yards et trois touchdowns dans une victoire 30 à 27 contre les Buccaneers de Tampa Bay, lui permettant de devenir le joueur offensif de la semaine de l'AFC. Lors de la 10e semaine contre les Panthers de la Caroline lors du Thursday Night Football, Roethlisberger a plus de touchdowns que de passes incomplètes (22 sur 25 pour 328 yards et cinq touchdowns) lors de son quatrième match dans la NFL avec une note parfaite de quarterback,. Sa performance dans la semaine 10 lui vaut d'être le joueur offensif de la semaine de l'AFC. Lors de la défaite contre les Broncos de Denver au cours de la semaine 12, il récolte 462 yards, un touchdown et deux interceptions, un sommet en saison.
Roethlisberger mène la ligue au chapitre des yards à la passe (5 129) pour la deuxième fois de sa carrière. Il a également mené la ligue en passes complètes (452), en tentatives (675) et en interceptions (16). Ses 5 129 yards par la passe et 34 passes de touchdown ont brisé les records d'une saison des Steelers. Cependant, les Steelers ratent les séries pour la première fois depuis 2013, terminant 2e à AFC Nord avec une fiche de 9-6-1.

### Saison 2019
Le 24 avril 2019, Roethlisberger signe avec les Steelers une prolongation de contrat de 68 millions de dollars, assorti d'une prime à la signature de 37,5 millions de dollars, le maintenant sous contrat toute la saison 2021.
Au cours de la deuxième semaine, contre les Seahawks de Seattle, Roethlisberger se blesse au coude droit et ne peut pas pu jouer en deuxième mi-temps. Il complète huit passes pour 75 yards avant de se blesser. Son remplaçant, Mason Rudolph, entre en jeu alors que les Steelers perdent 26-28. Par la suite, l’équipe annonce le lendemain que Roethlisberger manquerait le reste de la saison après avoir subi une intervention chirurgicale pour réparer le ligament collatéral ulnaire dans le coude blessé, connu dans le sport sous le nom d'opération Tommy John (TJS),.

### Saison 2020

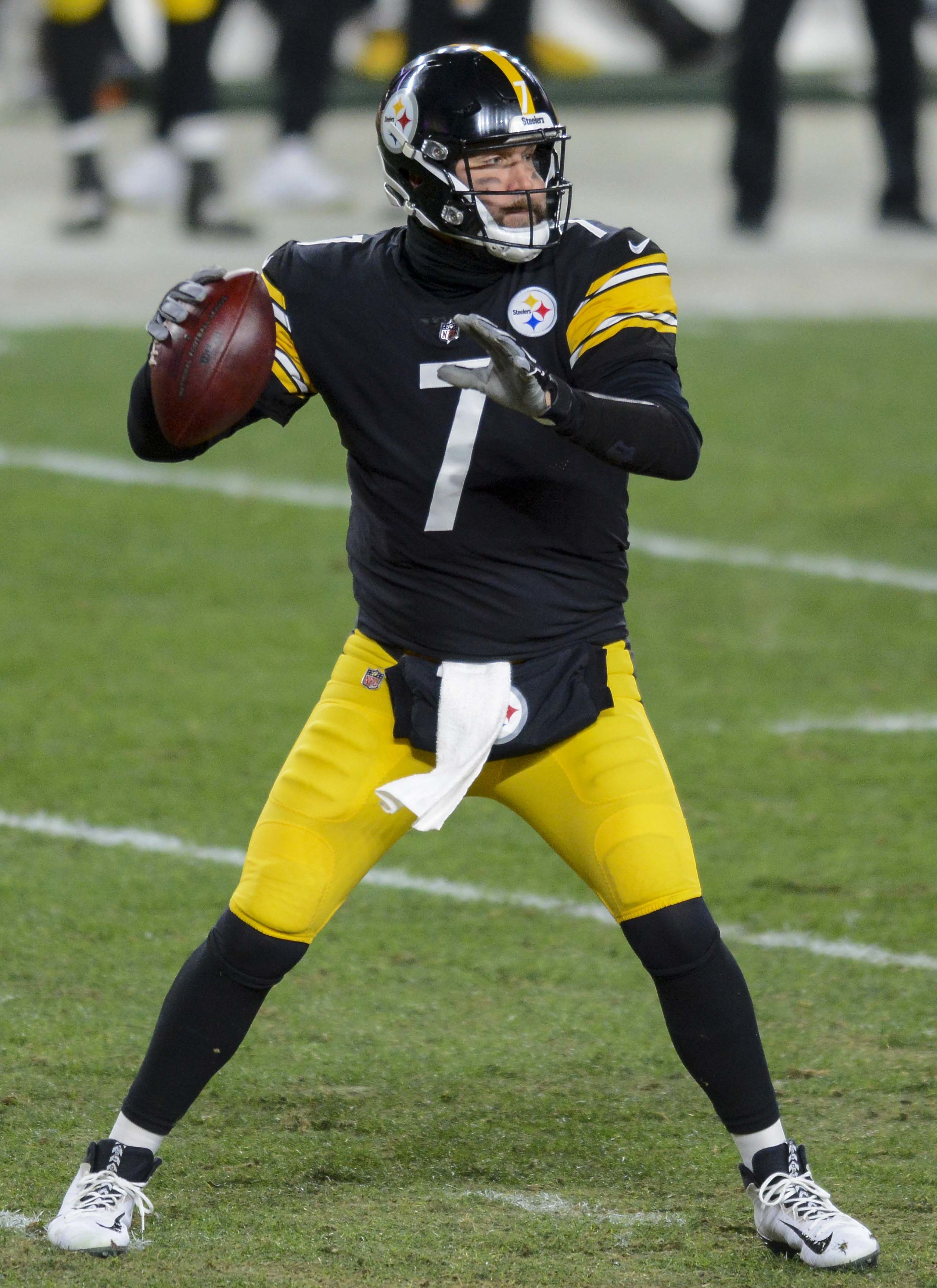
Roethlisberger jouant avec les Steelers en 2020.

Il retourne de sa blessure lors de la semaine 1 de la saison 2020 dans une partie contre les Giants de New York, où il lance 229 yards à la passe et trois touchés dans une victoire 26-16. En troisième semaine contre les Texans de Houston, il lance 237 yards à la passe et 2 touchés dans une victoire 28-21. Lors de la partie, il bat le record qui était détenu par Mike Webster du plus de parties joué avec les Steelers avec 221 parties,. En cinquième semaine contre les Eagles de Philadelphie, il lance 239 yards à la passe et 3 touchés, tous à Chase Claypool, dans un gain 38-29. Avec la victoire, il aide l'équipe à obtenir son premier début de saison avec 4 victoires et 0 défaites depuis la saison 1979. En neuvième semaine contre les Cowboys de Dallas, il lance 306 yards à la passe et 3 touchés dans une victoire 24-19. La victoire marque un début de saison de 8 victoires et aucune défaite pour les Steelers, le meilleur début de saison de l'histoire de la franchise.
Le 10 novembre 2020, il est placé sur la liste COVID-19 après qu'il est jugé d'avoir de fortes chances d'avoir contracté le virus après que Vance McDonald l'a contracté. Il est activé quatre jours plus tard,. En 10e semaine contre les Bengals de Cincinnati, il lance 333 yards à la passe et 4 touchés dans une victoire 36-10. Cette performance lui a valu le titre   de joueur offensif de la semaine dans l'AFC. En 13e semaine contre la Washington Football Team, il lance 305 yards à la passe, deux touchés et une interception dans une défaite 23-17. Ce fût la première défaite de la saison des Steelers.
Roethlisberger termine la saison 2020 avec 3 803 yards à la passe, 33 touchés et dix interceptions alors que les Steelers terminent la saison avec un bilan de 12 victoires et 4 défaites et le titre de champion de division de l'AFC North,. Contre les Browns de Cleveland lors de la wild card, Roethlisberger complète 47 passes sur 68 essais, pour 501 yards, 4 touchés et trois interceptions dans un revers 48-37. Les 47 passes complétés de Roethlisberger sont devenus le record pour le plus de passes complétés en une partie, dépassant le record de Drew Bledsoe et de Jared Goff de 45 passes complétés en une partie. Il lance aussi le deuxième plus grand nombre de yards à la passe dans une partie de playoffs.

### Saison 2021: Dernière saison

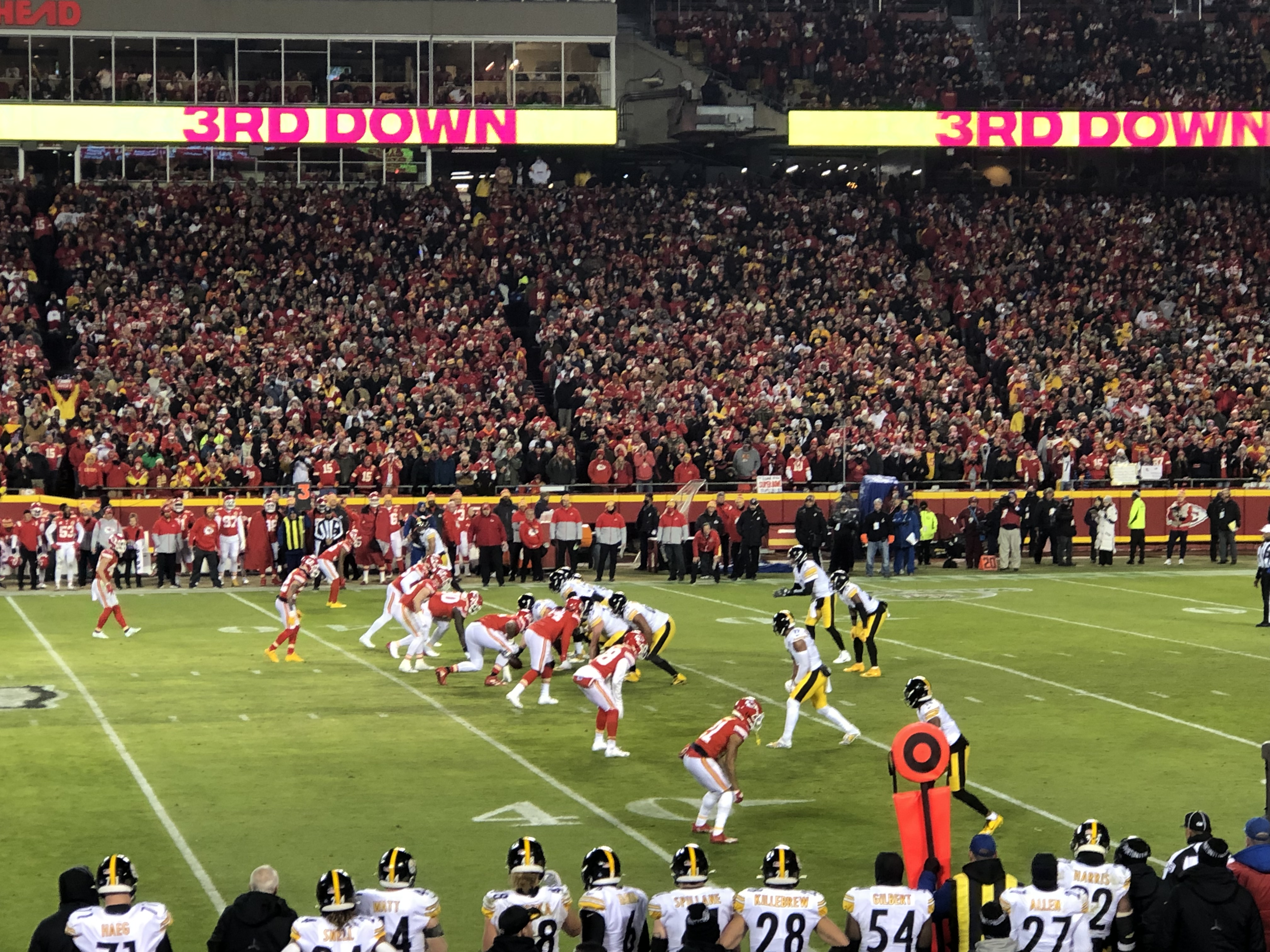
Roethlisberger menant l'offensive des Steelers, en wild card, contre les Chiefs de Kansas City, lors de sa dernière partie avant de prendre sa retraite

Le 4 mars 2021 Roethlisberger restructure son contrat et se fait enlever 5 millions de dollars de son contrat,. Un jour avant la 10e semaine contre les Lions de Détroit, il est placé sur la liste de réserve/COVID-19 après avoir testé positif au virus,. Lors de la saison 2021, il lance 3 740 yards à la passe pour 22 touchdowns et 10 interceptions en plus d'un touchdown au sol alors que les Steelers ont terminé la saison avec un bilan de 9-7-1. Lors de la wild card contre les Chiefs de Kansas City, Roethlisberger lance 215 yards à la passe et deux touchés dans la défaite de 42-21. 
Il annonce sa retraite sportive le 27 janvier 2022, après avoir passé 18 saisons dans la NFL.
Après que Brady est sorti de sa retraite lors du mois de mars, plusieurs se demandait si Roethlisberger allait lui aussi revenir pour une autre saison. Roethlisberger met fin à ses speculations lorsqu'il déclare à la station de radio de Pittsburgh WDVE (en) « Premièrement, mon entraîneur et le manager général ne me veulent pas de retour. Deuxièmement, je suis bien comment je suis actuellement ».

## Statistiques professionnelles

### Saison régulière
| Année  | Équipe                 | MJ  |         | Passes   | Passes | Passes | Passes | Passes | Passes | Passes  |       | Courses | Courses | Courses | Courses |     | Sacks  | Sacks |  | Fumbles | Fumbles |
| Année  | Équipe                 | MJ  | Tentées | Réussies | Pct.   | Yards  | TD     | Int.   | Éval.  | Tentées | Yards | Moy.    | TD      | Nb.     | Yards   | Nb. | Perdus |       |  |         |         |
| 2004   | Steelers de Pittsburgh | 14  | 295     | 196      | 66,4   | 2 621  | 17     | 11     | 98,1   | 56      | 144   | 2,6     | 1       | 30      | 213     | 2   | 2      |       |  |         |         |
| 2005   | Steelers de Pittsburgh | 12  | 268     | 168      | 62,7   | 2 385  | 17     | 9      | 98,6   | 31      | 69    | 2,2     | 3       | 23      | 129     | 2   | 1      |       |  |         |         |
| 2006   | Steelers de Pittsburgh | 15  | 469     | 280      | 59,7   | 3 513  | 18     | 23     | 75,4   | 32      | 98    | 3,1     | 2       | 46      | 280     | 5   | 2      |       |  |         |         |
| 2007   | Steelers de Pittsburgh | 15  | 404     | 264      | 65,3   | 3 154  | 32     | 11     | 104,1  | 35      | 204   | 5,8     | 2       | 47      | 347     | 9   | 3      |       |  |         |         |
| 2008   | Steelers de Pittsburgh | 16  | 469     | 281      | 59,9   | 3 301  | 17     | 15     | 80,1   | 34      | 101   | 3       | 2       | 46      | 284     | 14  | 7      |       |  |         |         |
| 2009   | Steelers de Pittsburgh | 15  | 506     | 337      | 66,6   | 4 328  | 26     | 12     | 100,5  | 40      | 82    | 2,1     | 2       | 50      | 348     | 7   | 3      |       |  |         |         |
| 2010   | Steelers de Pittsburgh | 12  | 389     | 240      | 61,7   | 3 200  | 17     | 5      | 97     | 34      | 176   | 5,2     | 2       | 32      | 220     | 7   | 3      |       |  |         |         |
| 2011   | Steelers de Pittsburgh | 15  | 513     | 324      | 63,2   | 4 077  | 21     | 14     | 90,1   | 31      | 70    | 2,3     | 0       | 40      | 269     | 8   | 5      |       |  |         |         |
| 2012   | Steelers de Pittsburgh | 13  | 449     | 284      | 63,3   | 3 265  | 26     | 8      | 97     | 26      | 92    | 3,5     | 0       | 30      | 182     | 6   | 3      |       |  |         |         |
| 2013   | Steelers de Pittsburgh | 16  | 584     | 375      | 64,2   | 4 261  | 28     | 14     | 92     | 27      | 99    | 3,7     | 1       | 42      | 282     | 9   | 6      |       |  |         |         |
| 2014   | Steelers de Pittsburgh | 16  | 608     | 408      | 67,1   | 4 952  | 32     | 9      | 103,3  | 33      | 27    | 0,8     | 0       | 33      | 172     | 9   | 5      |       |  |         |         |
| 2015   | Steelers de Pittsburgh | 12  | 469     | 319      | 68     | 3 938  | 21     | 16     | 94,5   | 15      | 29    | 1,9     | 0       | 20      | 141     | 2   | 0      |       |  |         |         |
| 2016   | Steelers de Pittsburgh | 14  | 509     | 328      | 64,4   | 3 819  | 29     | 13     | 95,4   | 16      | 14    | 0,9     | 1       | 17      | 141     | 8   | 2      |       |  |         |         |
| 2017   | Steelers de Pittsburgh | 15  | 561     | 360      | 64,2   | 4 251  | 28     | 14     | 93,4   | 28      | 47    | 1,7     | 0       | 21      | 139     | 3   | 1      |       |  |         |         |
| 2018   | Steelers de Pittsburgh | 16  | 675     | 452      | 67     | 5 129  | 34     | 16     | 96,5   | 31      | 98    | 3,2     | 3       | 24      | 166     | 7   | 2      |       |  |         |         |
| 2019   | Steelers de Pittsburgh | 2   | 62      | 35       | 56,5   | 351    | 0      | 1      | 66     | 1       | 7     | 7       | 0       | 2       | 7       | 1   | 0      |       |  |         |         |
| 2020   | Steelers de Pittsburgh | 15  | 608     | 399      | 65,6   | 3 803  | 33     | 10     | 94,1   | 25      | 11    | 0,4     | 0       | 13      | 118     | 5   | 1      |       |  |         |         |
| 2021   | Steelers de Pittsburgh | 16  | 605     | 390      | 64,5   | 3 740  | 22     | 10     | 86.8   | 20      | 5     | 0.3     | 1       | 38      | 239     | 11  | 5      |       |  |         |         |
| Totaux | Totaux                 | 249 | 8 443   | 5 440    | 64,4   | 64 088 | 418    | 211    | 93.5   | 515     | 1 373 | 2,7     | 20      | 554     | 3 677   | 115 | 51     |       |  |         |         |

### Play-offs
| Année  | Équipe                 | MJ |         | Passes   | Passes | Passes | Passes | Passes | Passes | Passes  |       | Courses | Courses | Courses | Courses |  | Fumbles | Fumbles |
| Année  | Équipe                 | MJ | Tentées | Réussies | Pct.   | Yards  | TD     | Int.   | Éval.  | Tentées | Yards | Moy.    | TD      | Nb.     | Perdus  |  |         |         |
| 2004   | Steelers de Pittsburgh | 2  | 54      | 31       | 57,4   | 407    | 3      | 5      | 61,3   | 9       | 75    | 8,3     | 0       | 1       | 1       |  |         |         |
| 2005   | Steelers de Pittsburgh | 4  | 93      | 58       | 62,3   | 803    | 7      | 3      | 101,7  | 19      | 37    | 1,9     | 2       | 0       | 0       |  |         |         |
| 2007   | Steelers de Pittsburgh | 1  | 42      | 29       | 69     | 337    | 2      | 3      | 79,2   | 4       | 13    | 3,3     | 6       | 1       | 1       |  |         |         |
| 2008   | Steelers de Pittsburgh | 3  | 89      | 54       | 60,7   | 692    | 3      | 1      | 91,6   | 5       | 0     | 0       | 0       | 0       | 0       |  |         |         |
| 2010   | Steelers de Pittsburgh | 3  | 91      | 54       | 59,3   | 622    | 4      | 4      | 76,4   | 21      | 63    | 3       | 1       | 3       | 1       |  |         |         |
| 2011   | Steelers de Pittsburgh | 1  | 40      | 22       | 55     | 289    | 1      | 1      | 75,9   | 3       | 15    | 5       | 0       | 1       | 1       |  |         |         |
| 2014   | Steelers de Pittsburgh | 1  | 45      | 31       | 68,9   | 334    | 1      | 2      | 79,3   | 2       | 16    | 8       | 0       | 0       | 0       |  |         |         |
| 2015   | Steelers de Pittsburgh | 2  | 68      | 42       | 61,8   | 568    | 1      | 0      | 93,1   | 0       | 0     | 0       | 0       | 0       | 0       |  |         |         |
| 2016   | Steelers de Pittsburgh | 3  | 96      | 64       | 66,7   | 735    | 3      | 4      | 82,6   | 8       | 11    | 1,4     | 0       | 0       | 0       |  |         |         |
| 2017   | Steelers de Pittsburgh | 1  | 58      | 27       | 63,8   | 469    | 5      | 1      | 110,5  | 2       | 16    | 8       | 0       | 1       | 1       |  |         |         |
| 2020   | Steelers de Pittsburgh | 1  | 68      | 47       | 69,1   | 501    | 4      | 4      | 85,5   | 1       | 0     | 0       | 0       | 0       | 0       |  |         |         |
| 2021   | Steelers de Pittsburgh | 1  | 44      | 29       | 65.9   | 215    | 2      | 0      | 92,5   | 2       | -1    | 0.5     | 0       | 1       | 0       |  |         |         |
| Totaux | Totaux                 | 23 | 788     | 498      | 63.2   | 5 972  | 36     | 28     | 86,7   | 76      | 245   | 3,2     | 3       | 8       | 3       |  |         |         |

## Œuvres caritatives
Roethlisberger a lancé une fondation avec l’énoncé de mission suivant : «La Fondation Ben Roethlisberger» a pour objectifs :
- de fournir un soutien aux services de police et de lutte contre les incendies des États-Unis, en particulier les chiens de service ;
- d'améliorer la qualité de vie des résidents de Findlay, dans l'Ohio et de Pittsburgh, en Pennsylvanie[267].

En 2005, Roethlisberger a donné son chèque d'un match pour aider le fonds de secours aux victimes du tsunami. Il a également fait don de plus de 100 000 dollars pour financer des chiens policiers à Pittsburgh. Roethlisberger a participé à l'US Open Challenge 2009 avec Michael Jordan, Justin Timberlake et Larry Giebelhausen, dans une quête pour franchir la barre des 100 sur le parcours de golf de Bethpage Black. Il a tiré sur un 81, le plus bas du groupe.
En octobre 2014, Roethlisberger et son épouse ont fait don d'un million de dollars à son université, l'Université de Miami, pour la construction d'un centre de sport en salle.

## Vie privée
Roethlisberger est né à Lima, Ohio, fils d’Ida Jane (née Foust) et de Kenneth Todd "Ken" Roethlisberger. Son père est un lanceur et quarterback au Georgia Tech. Il est d’origine suisse; son nom de famille, Roethlisberger (orthographe suisse-allemande: Röthlisberger), est d'origine suisse et est originaire de Geissbühl, un hameau agricole de la commune de Lauperswil, en Suisse. Sa jeune sœur, Carlee Roethlisberger, a joué au basketball féminin pour l'Université d'Oklahoma.
Le 23 juillet 2011, Roethlisberger a épousé Ashley Harlan, assistante médicale à New Castle, en Pennsylvanie. Le 9 juin 2012, Roethlisberger a annoncé via sa page Facebook officielle qu'il attendait avec Ashley leur premier enfant, un fils, plus tard en 2012. Benjamin Todd Roethlisberger, Jr. est né le 21 novembre 2012. La première fille du couple, Baylee Marie Roethlisberger, est née le 19 mars 2014 et leur deuxième fils, Bodie Hunter Roethlisberger, est né le 26 mai 2016. Ben et Ashley ont décidé de donner à Bodie le prénom de Hunter après le fils de Jim Kelly, décédé des suites de la maladie de Krabbe à l'âge de 8 ans.
Roethlisberger est le porte-parole de Swiss Roots, une campagne destinée à aider les Américains d’origine suisse à renouer avec leur héritage ancestral suisse. En mai 2006, Roethlisberger et sa famille se sont rendus en Suisse pendant une semaine.
En 2012, Roethlisberger est retourné à l'Université Miami pour terminer son diplôme universitaire. Il a obtenu un baccalauréat en sciences de l'éducation le 6 mai 2012. Roethlisberger a accompagné les autres diplômés à la cérémonie d'ouverture en présence de ses parents, de sa grand-mère et de sa femme Ashley. Il avait prévu de terminer ses études plus tôt, mais les Steelers ayant de bons parcours en playoffs l'empêchait de s'inscrire aux cours à temps pour le trimestre d'hiver. Ils ne pouvaient le faire qu'après que les Steelers aient été éliminés lors de la manche de la Wild Card par les Broncos de Denver la saison précédente. Roethlisberger est devenu le deuxième membre des Steelers en moins d'un an à retourner au collège et à terminer ses études. Son coéquipier Troy Polamalu a fait la même chose l'intersaison précédente lors du lock-out de la NFL en 2011.
Roethlisberger a été suspendu pour quatre matchs au cours de la saison 2010 de la NFL pour avoir enfreint la politique de conduite personnelle de la ligue. Les Steelers ont quand même réussi à se rendre au Super Bowl pour la troisième fois de la carrière de Roethlisberger, mais ont finalement été battus par les Green Bay Packers.